# Kenia op de Olympische Zomerspelen 1972
Kenia nam deel aan de Olympische Zomerspelen 1972 in München, West-Duitsland. Het recordaantal van 9 medailles van de vorige deelname werd geëvenaard. Wel werd er een gouden en zilveren medaille minder gewonnen. De volgende twee Spelen zou Kenia aan zich voorbij laten gaan.

## Medailleoverzicht
| Sport    | Olympiër                                              | Onderdeel              | Medaille |
| -------- | ----------------------------------------------------- | ---------------------- | -------- |
| Atletiek | Kipchoge Keino                                        | 3000m steeplechase (m) | Goud     |
| Atletiek | Julius Sang Charles Asati Hezahiah Nyamau Robert Ouko | 4x400m (m)             | Goud     |
| Atletiek | Kipchoge Keino                                        | 3000m steeplechase (m) | Zilver   |
| Atletiek | Ben Jipcho                                            | 3000m steeplechase (m) | Zilver   |
| Boksen   | Philip Waruinge                                       | -57kg (m)              | Zilver   |
| Atletiek | Julius Sang                                           | 400m (m)               | Brons    |
| Atletiek | Mike Boit                                             | 800m (m)               | Brons    |
| Boksen   | Samuel Mbugua                                         | -60kg (m)              | Brons    |
| Boksen   | Richard Murungu                                       | -67kg (m)              | Brons    |

## Deelnemers en resultaten

### Atletiek
| Olympiër                                              | Onderdeel              | Resultaat | Prestatie                                                                                             |
| ----------------------------------------------------- | ---------------------- | --------- | --- |
| Dan Amuke                                             | 100m (m)               | 54e       | serie 1: 5de in 10,76                                                                                 |
| John Mwebi                                            | 100m (m)               | 41e       | serie 3: 4de in 10,60                                                                                 |
| Dan Amuke                                             | 200m (m)               | DNF       | serie 8: 4de in 21,53 kwartfinale 4: niet gefinisht                                                   |
| Charles Asati                                         | 400m (m)               | 4e        | serie 6: 1ste in 45,16 kwartfinale 5: 1ste in 46,04 halve finale 1: 4de in 45,47 finale: 4de in 45,13 |
| Munyoro Nyamau                                        | 400m (m)               | 24e       | serie 2: 3de in 46,33 kwartfinale 3: 4de in 46,80                                                     |
| Julius Sang                                           | 400m (m)               | Brons     | serie 7: 1ste in 45,24 kwartfinale 4: 2de in 45,92 halve finale 2: 1ste in 45,30 finale: 3de in 44,92 |
| Mike Boit                                             | 800m (m)               | Brons     | serie 7: 1ste in 1.47,3 halve finale 3: 1ste in 1.45,9 finale: 3de in 1.46,01                         |
| Robert Ouko                                           | 800m (m)               | 5e        | serie 2: 1ste in 1.47,4 halve finale 1: 1ste in 1.47,6 finale: 5de in 1.46,53                         |
| Thomas Saisi                                          | 800m (m)               | 29e       | serie 3: 5de in 1.48,5                                                                                |
| Mike Boit                                             | 1500m (m)              | 4e        | serie 7: 1ste in 3.42,2 halve finale 3: 1ste in 3.41,3 finale: 4de in 3.38,4                          |
| Kipchoge Keino                                        | 1500m (m)              | Zilver    | serie 4: 1ste in 3.40,0 halve finale 2: 1ste in 3.41,2 finale: 2de in 3.36,8                          |
| Cosmas Silei                                          | 1500m (m)              | 56e       | serie 5: 7de in 3.52,0                                                                                |
| Benjamin Jipcho                                       | 5000m (m)              | 32e       | serie 1: 3de in 13.56,8                                                                               |
| Evans Mogaka                                          | 5000m (m)              | 53e       | serie 4: 12de in 14.37,4                                                                              |
| Paul Mose                                             | 5000m (m)              | 16e       | serie 3: 5de in 13.41,4                                                                               |
| Richard Juma                                          | 10000m (m)             | 31e       | serie 3: 11de in 29.13,00                                                                             |
| Paul Mose                                             | 10000m (m)             | 53e       | serie 2: 5de in 28.18,74 finale: 13de in 29.02,87                                                     |
| Naftali Temu                                          | 10000m (m)             | 42e       | serie 1: 12de in 30.19,6                                                                              |
| Fatwell Kimaiyo                                       | 400m horden (m)        | 22e       | serie 1: 6de in 51,23                                                                                 |
| Bill Koskei                                           | 400m horden (m)        | 19e       | serie 2: 4de in 50,58                                                                                 |
| Mike Murei                                            | 400m horden (m)        | 24e       | serie 5: 5de in 51,63                                                                                 |
| Amos Biwott                                           | 3000m steeplechase (m) | 6e        | serie 4: 1ste in 8.23,8 (OR) finale: 6de in 8.33,6                                                    |
| Ben Jipcho                                            | 3000m steeplechase (m) | Zilver    | serie 2: 1ste in 8.31,6 finale: 2de in 8.24,6                                                         |
| Kip Keino                                             | 3000m steeplechase (m) | Goud      | serie 1: 2de in 8.27,6 finale: 1ste in 8.23,6 (OR)                                                    |
| Julius Sang Charles Asati Hezahiah Nyamau Robert Ouko | 4x400m (m)             | Goud      | serie 1: 2de in 3.01,27 finale: 1ste in 2.59,83                                                       |
| Richard Juma                                          | marathon (m)           | DNF       | niet gefinisht                                                                                        |
| Patrick Onyango                                       | hink-stap-springen (m) | 30e       | kwalificatiegroep B: 16de met 14,74m                                                                  |
|                                                       |                        |           | |
| Tekla Chemabwai                                       | 400m (v)               | 26e       | serie 3: 4de in 53,38 kwartfinale 2: 7de in 53,54                                                     |
| Chereno Maiyo                                         | 800m (v)               | 24e       | serie 5: 5de in 2.04,86                                                                               |
| Chereno Maiyo                                         | 1500m (v)              | 30e       | serie 4: 9de in 4.20,9                                                                                |

### Boksen
| Olympiër        | Onderdeel | Resultaat | Prestatie |
| --------------- | --------- | --------- | --- |
| Felix Maina     | -51kg (m) | 17e       | 1ste ronde: vrij 2de ronde: V van ITA Udella: 0-5 |
| John Nderu      | -54kg (m) | 5e        | 1ste ronde: vrij 2de ronde: W van COL Barragan: 4-1 3de ronde: W van PRK Kim: 4-1 kwartfinale: V van GBR Turpin: 1-4                                                                    |
| Felix Maina     | -57kg (m) | Zilver    | 1ste ronde: vrij 2de ronde: W van IRI Feli: 4-1 3de ronde: W van EGY Amin: 5-0 kwartfinale: W van FIN Lindberg: 4-1 halve finale: W van COL Rojas: 3-2 finale: V van URS Kuznetsov: 2-3 |
| Samuel Mbugua   | -60kg (m) | Brons     | 1ste ronde: vrij 2de ronde: W van ETH Gabre: 5-0 3de ronde: W van IND Venu: 5-0 kwartfinale: W van NOR Paulsen: 4-1 halve finale: V van POL Szczepanski: walk-over                      |
| Richard Murungu | -67kg (m) | Brons     | 1ste ronde: vrij 2de ronde: W van POL Stawski: 4-1 3de ronde: W van IRI Parsanian: knock-out kwartfinale: W van MEX Lozano: knock-out halve finale: V van HUN Kajdi: 1-4                |
| David Attan     | -71kg (m) | 17e       | 1ste ronde: vrij 2de ronde: V van FIN Saarinen: knock-out |
| Peter Dula      | -75kg (m) | 9e        | 1ste ronde: vrij 2de ronde: V van POL Stachurski: 1-4 |
| Steven Thega    | -81kg (m) | 9e        | 1ste ronde: V van USA Russell: knock-out |

### Hockey
| Olympiër | Onderdeel | Resultaat | Prestatie |
| --- | --------- | --------- | --- |
| Resham Bains Tarlochan Channa Brajinder Daved Davinder Deegan Phillip Desouza Leo Fernandes Jagjit Kular Ajmal Malik Amarjeet Marwa Harvinder Marwa Surjeet Panesar Pereira Reynolds Surjit Rihal Ranjit Sehmi Harvinderpal Sibia Avtar Sohal | mannen    | 13e       | groep B: 7de V van Polen: 0-1 V van Australië: 1-3 V van Nederland: 1-5 V van Groot-Brittannië: 0-2 V van India: 2-3 G van Nieuw-Zeeland: 2-2 W van Mexico: 2-1 13-14de plek: W van Argentinië: 1-0 |

| Groep B |                  |             |             |             |             |            |            |            |        |
| #       | Land             | Wedstrijden | Wedstrijden | Wedstrijden | Wedstrijden | Doelpunten | Doelpunten | Doelpunten | Punten |
| #       | Land             | G           | W           | G           | V           | V          | T          | Saldo      | Punten |
| 1       | India            | 7           | 5           | 2           | 0           | 25         | 8          | +17        | 12     |
| 2       | Nederland        | 7           | 5           | 1           | 1           | 20         | 9          | +11        | 11     |
| 3       | Groot-Brittannië | 7           | 4           | 1           | 2           | 15         | 10         | +5         | 9      |
| 4       | Australië        | 7           | 3           | 2           | 2           | 18         | 8          | +10        | 8      |
| 5       | Nieuw-Zeeland    | 7           | 2           | 3           | 2           | 16         | 11         | +5         | 7      |
| 6       | Polen            | 7           | 2           | 2           | 3           | 12         | 12         | 0          | 6      |
| 7       | Kenia            | 7           | 1           | 1           | 5           | 8          | 17         | -9         | 3      |
| 8       | Mexico           | 7           | 0           | 0           | 7           | 1          | 40         | -39        | 0      |

| Ronde        | Datum   | Plaats        | Land | Score            | Land |
| ------------ | ------- | ------------- | ---- | ---------------- | ---- |
| Groepsfase   |         |               |      |                  |      |
| 27 augustus  | München | Polen         | 1-0  | Kenia            |      |
| 28 augustus  | München | Australië     | 3-1  | Kenia            |      |
| 30 augustus  | München | Kenia         | 1-5  | Nederland        |      |
| 31 augustus  | München | Kenia         | 0-2  | Groot-Brittannië |      |
| 2 september  | München | India         | 3-2  | Kenia            |      |
| 3 september  | München | Nieuw-Zeeland | 2-2  | Kenia            |      |
| 4 september  | München | Kenia         | 2-1  | Mexico           |      |
| 13-14de plek |         |               |      |                  |      |
| 7 september  | München | Argentinië    | 0-1  | Kenia            |      |

### Schietsport
| Olympiër            | Onderdeel              | Resultaat | Prestatie                             |
| ------------------- | ---------------------- | --------- | ------------------------------------- |
| Simon Ekeno         | 50m geweer liggend     | 79e       | 583 punten: (96-95-100-98-96-98)      |
| Dismus Onyiego      | 50m geweer liggend     | 56e       | 590 punten: (100-99-96-99-100-96)     |
| John Muhato         | 50m geweer 3 houdingen | 64e       | 1040 punten: (386-310-344)            |
| Dismus Onyiego      | 50m geweer 3 houdingen | 60e       | 1063 punten: (386-320-357)            |
| John Harun          | 50m pistool            | 54e       | 512 punten: (86-83-85-90-85-83)       |
| Abdulrahman Omar    | 50m pistool            | 58e       | 474 punten: (73-84-79-78-73-87)       |
| Leonard Bull        | 25m snelvuurpistool    | 55e       | 548 punten: (191-186-171)             |
| Peter Laurence      | 25m snelvuurpistool    | 58e       | 533 punten: (189-172-172)             |
| Brian Carr-Hartley  | trap                   | 51e       | 165 punten: (19-20-22-20-20-20-23-21) |
| Robert Carr-Hartley | trap                   | 39e       | 178 punten: (21-23-21-25-21-21-23-23) |

Afghanistan · Albanië · Algerije · Amerikaanse Maagdeneilanden · Argentinië · Australië · Bahama's · Barbados · België · Bermuda · Birma · Bolivia · Bondsrepubliek Duitsland · Brazilië · Brits-Honduras · Bulgarije · Canada · Ceylon · Chili · Colombia · Congo-Brazzaville · Costa Rica · Cuba · Dahomey · Denemarken · Dominicaanse Republiek · Duitse Democratische Republiek · Ecuador · Egypte · El Salvador · Ethiopië · Fiji · Filipijnen · Finland · Frankrijk · Gabon · Ghana · Griekenland · Groot-Brittannië · Guatemala · Guyana · Haïti · Hongarije · Hongkong · Ierland · IJsland · India · Indonesië · Iran · Israël · Italië · Ivoorkust · Jamaica · Japan · Joegoslavië · Kameroen · Kenia · Khmerrepubliek · Koeweit · Lesotho · Libanon · Liberia · Liechtenstein · Luxemburg · Madagaskar · Malawi · Maleisië · Mali · Malta · Marokko · Mexico · Monaco · Mongolië · Nederland · Nederlandse Antillen · Nepal · Nicaragua · Nieuw-Zeeland · Niger · Nigeria · Noord-Korea · Noorwegen · Oeganda · Oostenrijk · Opper-Volta · Pakistan · Panama · Paraguay · Peru · Polen · Portugal · Puerto Rico · Roemenië · San Marino · Saoedi-Arabië · Senegal · Singapore · Soedan · Somalië · Sovjet-Unie · Spanje · Suriname · Swaziland · Syrië · Taiwan · Tanzania · Thailand · Togo · Trinidad en Tobago · Tsjaad · Tsjecho-Slowakije · Tunesië · Turkije · Uruguay · Venezuela · Verenigde Staten · Vietnam · Zambia · Zuid-Korea · Zweden · Zwitserland